# Vevlinge
Vevlinge är en ort i Bollnäs kommun, belägen i Bollnäs socken, cirka 3 km öster om Bollnäs centrum, vid norra änden av sjön Varpen. Mitt i byn finns en camping.